# ماكس ناومن
ماكس ناومن (بالألمانية: Max Naumann)‏ (و. 1875 – 1939 م) هو قانوني، ومحامي ألماني، ولد في برلين، توفي في برلين، عن عمر يناهز 64 عاماً، بسبب سرطان.

## مناصب
تولى منصب رئيس مجلس الإدارة
.

## التعليم
تعلم في جامعة هومبولت في برلين
.